# Флёров, Всеволод Александрович
Всеволод Александрович Флёров (1860—1919) — русский педагог и литератор; автор выдержавшего 41 издание «Нового русского букваря» (СПб.: М.М. Гутзац, 1906).

## Биография
Родился 10 (22) ноября 1860 года в Твери.
Первоначальное образование получил в Тверской духовной семинарии. Выпускник Московской духовной семинарии 1885 года, по окончании которой работал в Тульском духовном училище. Затем с 1887 по 1895 годы преподавал в Новоторжской учительской семинарии. В 1895—1901 годах Флёров — инспектор народных училищ в Тверской губернии, а также директор Новинской учительской семинарии в Ярославской губернии. С 1901 по 1906 годы — директор ряда училищ в Вологодской губернии, а также гласный Вологодской городской думы. Затем Флёрова перевели в Вильно, а затем — в Киев. В конце концов он оставил государственную службу и стал директором частных Фрёбелевских курсов.
В 1914 году В. А. Флёров поселился в Москве (Остоженка, 8). Читал лекции в Московском городском народном университете. Вплоть до 1918 года он владел издательством в Обыденском переулке (дом 1), которое выпускало авторские методические пособия для детей. После Октябрьской революции Флёров работал руководителем группы лекторов-методистов на учительских курсах, где тоже читал лекции по методике обучения грамоте и русскому языку в начальной школе; им был составлен «Букварь взрослых», неоднократно переиздававшийся (11-е изд. — Петербург: Гос. изд-во, 1920).
Умер 26 декабря 1919 года, похоронен на Новодевичьем кладбище. Надгробный памятник Флёрову выполнил скульптор Н. А. Андреев.
Его сын — Александр Всеволодович, в 1924—1925 годах владел книжным магазином кооперативного товарищества «Ясное утро» на Остоженке, 4/8, где и проживал.